# Delta2 Canis Minoris
Delta² Canis Minoris (δ² CMi / 8 Canis Minoris) és un estel en la constel·lació del Ca Menor que comparteix la denominació de Bayer «Delta» amb altres dos estels, Delta¹ Canis Minoris (δ¹ CMi) i Delta3 Canis Minoris (δ3 CMi). Cap d'ells està relacionada amb els altres. Delta² Canis Minoris, a 136 anys llum del Sistema Solar, és la que està més prop dels tres. La seva magnitud aparent és +5,59, cosa el converteix en el catorzè estel més brillant en la seva constel·lació.

## Característiques
Delta² Canis Minoris és un estel blanc-groc de la seqüència principal de tipus espectral F2V. De característiques similars a Rijl al Awwa (μ Virginis), té una temperatura efectiva de 7181 K. 8,5 vegades més lluminós que el Sol, posseeix una massa un 63 % major que la del Sol i es pensa que està en la meitat de la seva vida com a estel de la seqüència principal.
Delta² Canis Minoris té un radi un 86 % més gran que el radi solar i la seva velocitat de rotació sobrepassa els 117,5 km/s. En conseqüència, el seu període de rotació és de només 0,6 dies, equivalent a 1/42 del que té el Sol. És un estel solitari sense cap company estel·lar conegut. Es mou per l'espai amb una òrbita galàctica més excèntrica que la del Sistema Solar (i = 0,27).